# دييغو خوانكويرا
دييغو خوانكويرا (بالإسبانية: Diego Junqueira)‏ مواليد 28 ديسمبر 1980 في تانديل، الأرجنتين، هو لاعب كرة مضرب أرجنتيني يلعب باليد اليسرى بدأ مسيرته كمحترف عام 2001.

## روابط خارجية
- دييغو خوانكويرا على موقع رابطة محترفي التنس (الإنجليزية)
- دييغو خوانكويرا على موقع الاتحاد الدولي لكرة المضرب (الإنجليزية)
- دييغو خوانكويرا على موقع خلاصة التنس.كوم (الإنجليزية)